# Gaskrieg während des Ersten Weltkrieges

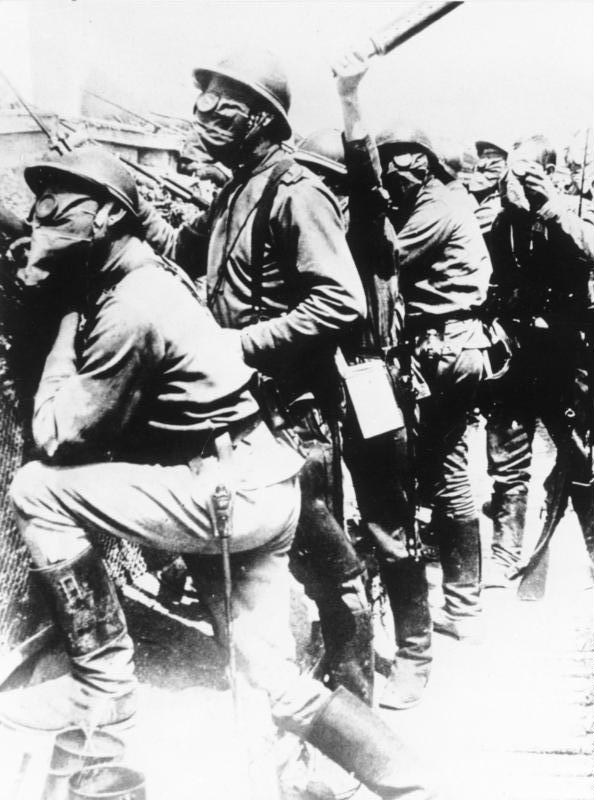
Soldaten des russischen Expeditionskorps mit Gasmasken an der Westfront, datiert 1916/17

Beim Gaskrieg während des Ersten Weltkrieges wurden rund 120.000 Tonnen Kampfstoffe 38 verschiedener Typen eingesetzt, wobei ca. 100.000 Soldaten starben und 1,2 Millionen Soldaten verwundet wurden. Als Beginn des Gaskrieges während des Ersten Weltkrieges und damit des systematischen Einsatzes von Giftgasen als chemische Waffen gilt der Einsatz von Chlorgas durch deutsche Truppen am 22. April 1915. Das von der Pariser Polizei für zivilen Einsatz entwickelte Tränengas Bromessigsäureethylester zeigte in seiner Anwendung durch französische Truppen im August 1914 kaum Wirkung. Es war im Gegensatz zu Chlorgas nicht tödlich und eigentlich nur für den Polizeieinsatz gedacht. Auslöser für den Gaskrieg war somit der von Deutschland vorbereitete Einsatz. In den folgenden Kriegsjahren brachten die Mittelmächte und die gegnerische Entente in den sich gegenseitig hochschaukelnden Eskalationen immer wirksamere chemische Waffen zum Einsatz. Trotz der Wirkung des Giftgases und seines noch heute schrecklichen Rufes war die Todesrate mit knapp unter einem Prozent aller Weltkriegstoten äußerst gering. Nachträglich betrachtet gilt Giftgas als ineffektive Waffe.

## Chronologie

### Anfang des Gaskrieges

#### Einsatz von Tränengas

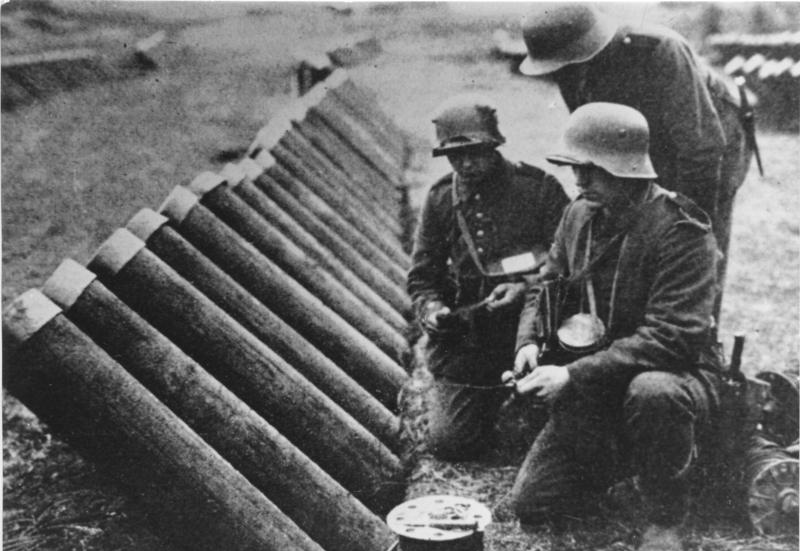
Deutsche Gaswerfer

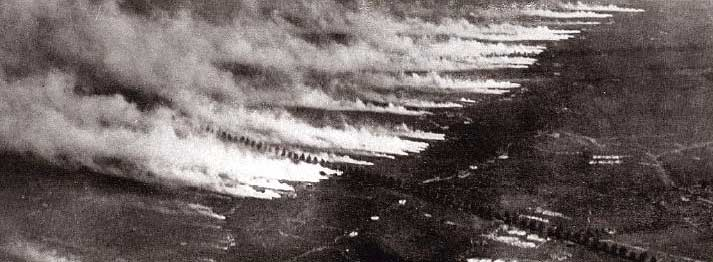
Gasangriff mittels Blasverfahren

Ebenso wie in Frankreich wurden im Vereinigten Königreich Pläne zu einem Tränengas- und Stickgas-Einsatz entworfen. Tränengase wie Chloraceton und Benzylchlorid und ebenso Gase wie Schwefeldioxid wurden für den Einsatz erwogen.
Mit deren Hilfe sollte der Feind aus seinen Deckungen in den Feuerbereich der konventionellen Waffen getrieben werden.
Trotz der Verwendung von Tränengas durch Frankreich gilt erst der Einsatz des tödlichen Chlorgases am 22. April 1915 durch die Deutschen als eigentlicher Beginn des Gaskrieges.
Schon vor 1914 wurden in Frankreich die sogenannten cartouches suffocantes (Erstickungspatronen) für die Polizei entwickelt. Diese mit einer Signalpistole zu verschießenden Kartuschen waren mit 200 g Bromessigsäureethylester gefüllt, welcher im offenen Gelände aber nahezu wirkungslos war. Beim Angriff auf Befestigungen und im Häuserkampf war dieses Tränengas jedoch effektiv einsetzbar. Somit setzten die französischen Soldaten die ab 1912 produzierten Gewehre der Polizei und deren Munition ein. Das Bromessigsäureethylester wurde wegen der Knappheit an Brom dann durch Chloraceton ersetzt, was ebenso in Granaten und Geschosse abgefüllt wurde.
Major Max Bauer, Artilleriefachmann und Leiter der „Sektion II für schwere Artillerie, Minenwerfer, Festungen und Munition“ der Obersten Heeresleitung, schlug dann im September 1914 dem preußischen Kriegsminister und Chef des Großen Generalstabs Erich von Falkenhayn vor, eine bei längerer Kriegsdauer zu befürchtende „Sprengstofflücke“ dadurch zu kompensieren, dass man ohnehin bei der Sprengstoffproduktion anfallende Vorprodukte wie etwa Chlorgas als chemische Waffen einsetzen könnte. Dabei dachte Bauer an Geschosse, die „durch eingeschlossene feste, flüssige oder gasförmige Stoffe den Gegner schädigen oder kampfunfähig machen“ sollten. Das war auf deutscher Seite der Einstieg in den Einsatz chemischer Kampfstoffe: Falkenhayn griff die Anregung sofort auf. Er fragte Walther Nernst nach seiner Meinung. Nernst sagte seine Mitarbeit zu und gewann für das Vorhaben außerdem Carl Duisberg, Chemiker, Miteigentümer und Generaldirektor der damaligen Farbenfabriken Friedrich Bayer & Co (FFB) in Leverkusen. Das Kriegsministerium setzte im Oktober 1914 die Nernst-Duisberg-Kommission ein, zu der auch Fritz Haber gehörte. Er sollte von der wissenschaftlichen Seite aus für die Erforschung und Entwicklung chemischer Waffen maßgeblich werden, unterstützt von weiteren Nobelpreisträgern wie Emil Fischer, James Franck, Otto Hahn, Gustav Ludwig Hertz, Max Planck, Johannes Stark und Richard Martin Willstätter.
Bereits im Oktober 1914 wurde auf Grund von Versuchen der Kommission auf dem Schießplatz Meppen bei Köln das „Ni-Geschoss“ entwickelt, das bei der Detonation eine pulverförmige Kombination von Dianisidin-Chlorhydrat und Dianisidinchlorsulfonat (Ni-Mischung) freisetzte, welche Augen und Atemwege reizen sollte und den Tarnnamen „Niespulver“ erhielt. Organisiert durch Duisberg wurden in wenigen Tagen große Stückzahlen dieser Granaten hergestellt und unter der Aufsicht Nernsts schon am 27. Oktober 1914 an der Westfront bei Neuve-Chapelle erstmals im Krieg eingesetzt. Es kam aber zu keiner nennenswerten Beeinträchtigung des Gegners. Ähnlich wirkungslos blieben beim Fronteinsatz am 31. Januar 1915 an der Ostfront nahe Bolimów bei Warschau Granaten, die den flüssigen, langsam verdampfenden Augenreizstoff Xylylbromid enthielten und, da sie auf Forschungen des Chemikers Hans Tappen beruhten, „T-Granaten“ genannt wurden, sowie später Geschosse mit anderen Reizstoffen. Das Verschießen von Reizstoff-Granaten wurde auf Betreiben Nernsts bald ergänzt und abgelöst durch das Verschießen großer mit Reizstoffen gefüllter Trommeln oder Kanister. Er entwickelte hierfür geeignete pneumatisch angetriebene Minenwerfer und überzeugte sich beim ersten Fronteinsatz dieser Waffe am 30. Juli und 1. August 1915 von der Wirkung, indem er gefangene Gegner untersuchte. Das Freilassen von Gas vor Ort hieß Gasblasen und war stark windabhängig. Es wurde im Laufe des Krieges durch Gasschießen ersetzt, wobei langsam fliegende Artilleriegeschosse das Gift zu den gegnerischen Stellungen transportierten.

#### Fritz Haber propagiert Chlorgas
Haber hatte bereits Ende 1914 vorgeschlagen, aus Druckflaschen das potentiell tödlich wirkende Chlorgas auf die gegnerischen Stellungen abzublasen. Haber drängte auf Chlor, da es sehr giftig und in ausreichenden Mengen verfügbar war. Die BASF konnte so das in hohen Mengen anfallende Chlorgas, welches ein Abfallprodukt war, gewinnbringend verwerten. Die Tagesproduktion an Chlor betrug zu diesem Zeitpunkt bereits 40 Tonnen. Des Weiteren konnte es gefahrlos transportiert werden. Von einigen Offizieren und Chemikern wurde der Gaseinsatz stark in Frage gestellt, allerdings nicht aus ethisch-moralischen Erwägungen heraus. Kritisiert wurde die Windabhängigkeit beim Abblasen und nicht das Abblasen an sich. Da allerdings kein anderes Verfahren der Anwendung an der Front so ausgereift war wie das Blasverfahren, wurde es trotz des an der Westfront vorherrschenden Westwindes eingesetzt. Der bayerische Kronprinz Rupprecht von Bayern gab außerdem (am 1. März 1915) zu bedenken, dass, „wenn es sich als wirksam erweise, der Feind zum gleichen Mittel greifen würde und bei der vorherrschenden westöstlichen Windrichtung zehnmal öfter gegen uns Gas abblasen könne, als wir gegen ihn“. Man ging aber von fehlenden Produktionskapazitäten der Alliierten, insbesondere Frankreichs, aus. Haber notierte nach einem Test des Chlorabblasens:

„Das Gas blies vorschriftsmäßig ab, da plagte uns der Teufel und wir beide ritten, versuchsweise‘ in die abtreibende Gaswolke hinein. Im Augenblick hatten wir in dem Chlornebel die Orientierung verloren, ein wahnsinniger Husten setzte ein, die Kehle war wie zugeschnürt […] in höchster Not lichtete sich die Wolke und wir waren gerettet.“

Dieses Zitat Habers wurde sehr häufig zur Rechtfertigung des Chloreinsatzes benutzt, um zu zeigen, dass Chlor nicht tödlich, sondern nur stark reizend sei und Deutschland somit durch den Einsatz von Giftgas nicht die Haager Konvention verletzt habe.
In einem vermutlich auf Gerüchten basierenden Feldpostbrief des deutschen Majors Karl von Zingler wird behauptet, dass der erste deutsche Chlorgas-Einsatz dieser Art schon vor dem Januar 1915 stattfand: „Rousselare 2. Januar 1915 […] Auf anderen Kriegsschauplätzen ist es ja auch nicht besser und die Wirkung von unserem Chlor soll ja sehr gut gewesen sein. Es sollen 140 englische Offiziere erledigt worden sein. Es ist eine furchtbare Waffe […].“ Für eine derartige Aktion zu diesem frühen Zeitpunkt sind allerdings bislang keine weiteren Bestätigungen greifbar.
Der erste gesicherte Einsatz von Chlorgas erfolgte am 22. April 1915 durch eine Spezialeinheit, bestehend überwiegend aus kriegsfreiwilligen Studenten, in der Zweiten Flandernschlacht bei Ypern und gilt als eigentlicher Beginn des Gaskrieges.
Das Chlorgas wurde unter etwa 7 bar Druck verflüssigt und in 6000 Stahlflaschen zu 40 kg und in 24.000 Stahlflaschen zu 20 kg an die Westfront geliefert. In Abwesenheit von Wasser greift Chlor Eisen nur oberflächlich an. Ab dem 10. März 1915 waren die Randbedingungen für den Einsatz des Gases beim südlichen Ypernbogen getroffen worden, wurden aber wegen technischer Probleme, Feindbeschuss, Reparaturen und Einbaus zusätzlicher Flaschen in den Nordbogen bei Ypern verschoben. Die Vorbereitungen wurden am 11. April 1915 endgültig fertiggestellt. Am 22. April 1915 um 18:00 Uhr konnte das Gas bei Nordostwind abgeblasen werden (Karte des Frontverlaufs). Den Befehl zum Einsatz gab General Berthold Deimling – entgegen dem Rat aller seiner Regimentskommandeure, aber vor Ort technisch unterstützt durch Haber und weitere Wissenschaftler. Deimling (ab 1913 Kommandeur des XV. Armee-Korps) wurde als Schlächter von Ypern bekannt. Seine Truppen ließen bei günstiger Windrichtung 150 Tonnen Chlorgas abblasen. Es bildete sich eine 6 km breite, 600–900 m tiefe Gaswolke, die auf die französischen Truppen zutrieb. Die Folge waren mehr als tausend Mann Verluste auf alliierter Seite und ein Mehrfaches an Schwerverletzten. Deutsche Sturmtruppen, die selbst nur mit Natriumthiosulfat- und Sodalösung getränkten Mullkissen geschützt waren, starteten einen erfolgreichen Angriff. In Deutschland wurde das als „Tag von Ypern“ gefeiert, selbst Lise Meitner gratulierte „zu dem schönen Erfolg“.
Haber behauptete später, das man den Krieg hätte gewinnen können, wenn man auf ihn gehört und statt eines Experimentes einen großangelegten Gasangriff gestartet hätte.
Habers Frau Clara Immerwahr, erste in Deutschland promovierte deutsche Chemikerin und Pazifistin, hatte vergeblich gegen das Giftgasprogramm ihres Mannes protestiert.
Nachdem die deutschen Truppen mit diesem Gasangriff einen kleinen militärischen Erfolg errungen hatten, waren nun einige der Bedenken gegen Giftgas vom Tisch. Gegen die Briten erfolgten bei Loos-en-Gohelle am 1., 6., 10. und 24. Mai weitere Blasangriffe. Während des Ersten Weltkrieges wurden ca. 50 Blasangriffe von den Deutschen geführt, bei denen durch wechselnde Windrichtung teilweise auch eigene Truppen gefährdet wurden. Den mengenmäßigen Höhepunkt der Blasangriffe stellen der 19. und 20. Januar 1916 dar. Bei diesem Angriff wurden 500 Tonnen Chlor bei Reims abgeblasen. Nach dem wohl effektivsten Blasangriff der k.u.k. Armee gegen die Italiener waren am 29. Juni 1916 am Monte San Michele an der Isonzofront etwa 5000–8000 Tote zu beklagen. Alle kriegführenden Nationen, vor allem Deutschland, stellten die Blasangriffe zugunsten neu entwickelter Gasgeschosse ein. So sollte ein von Wind und Wetter unabhängiger Gaseinsatz ermöglicht werden.
In einem weiteren Schritt sorgte die Nernst-Duisberg-Kommission dafür, dass dem abgeblasenen Chlorgas in zunehmender Konzentration Phosgen hinzugefügt wurde. Sowie die deutschen Soldaten durch Arbeiten von Richard Willstätter mit Schutzmasken versorgt waren, welche vor Chlorgas und Phosgen schützten, war der routinemäßige Einsatz von Phosgen als Beimischung zu Chlorgas ohne Risiko für die deutsche Seite möglich. Erstmals geschah dies Ende Mai sowohl an der Westfront gegen französische Soldaten als auch an der Ostfront bei Bolimov an der Bzura, wo bereits 240 Tonnen Chlorgas, dem bis zu ca. 5 % Phosgen beigemischt war, abgeblasen wurden. Weitere Angriffe dieser Art an der russischen Front waren am 12. Juni und 6. Juli 1915. Über den Einsatz vom 12. Juni 1915 berichtete Otto Hahn später so: „Ich war damals tief beschämt und innerlich sehr erregt. Erst haben wir die russischen Soldaten mit Gas angegriffen, und als wir dann die armen Kerle liegen und langsam sterben sahen, haben wir ihnen mit unseren Rettungsgeräten das Atmen erleichtern wollen, ohne jedoch den Tod verhindern zu können.“
Ein weiterer großer Blasangriff an der Westfront mit einer Chlor-Phosgen-Mischung erfolgte am 19. Dezember 1915 bei Wieltje in Flandern gegen die Briten mit 180 Tonnen Giftgas.
Außerdem wurden Chlor-Chlorpikrin-Gemische abgeblasen, wobei der erste Angriff mit Chlorpikrin von den Russen geführt wurde.
Fritz Haber beurteilte nach dem Ersten Weltkrieg den Einsatz chemischer Kampfstoffe so:

„Der Vorteil der Gasmunition kommt im Stellungskrieg zu besonderer Entfaltung, weil der Gaskampfstoff hinter jeden Erdwall und in jede Höhle dringt, wo der fliegende Eisensplitter keinen Zutritt findet.“

### Antwort der Alliierten

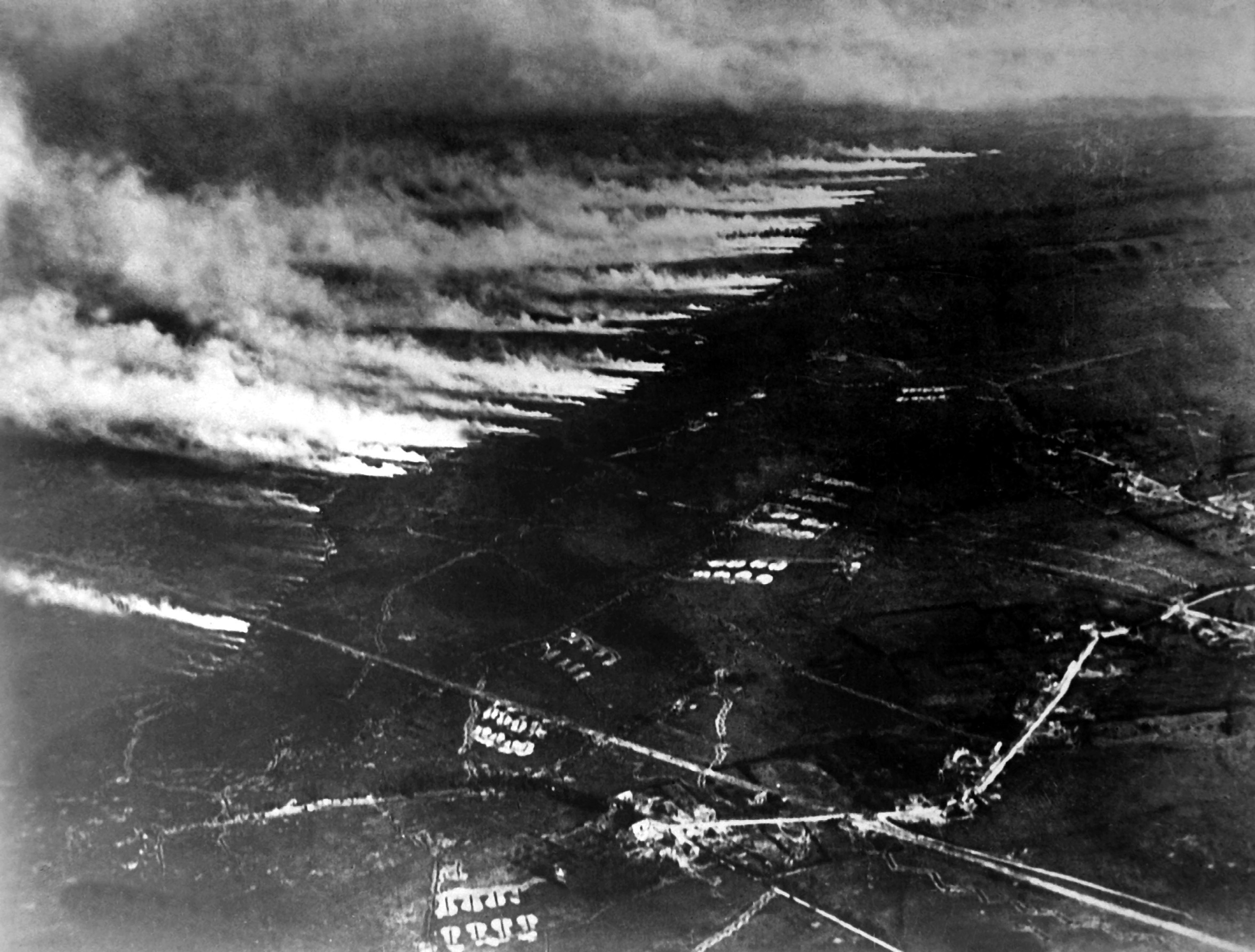
Französischer Giftgas- und Flammenwerfereinsatz gegen deutsche Grabenstellungen in Flandern 1916

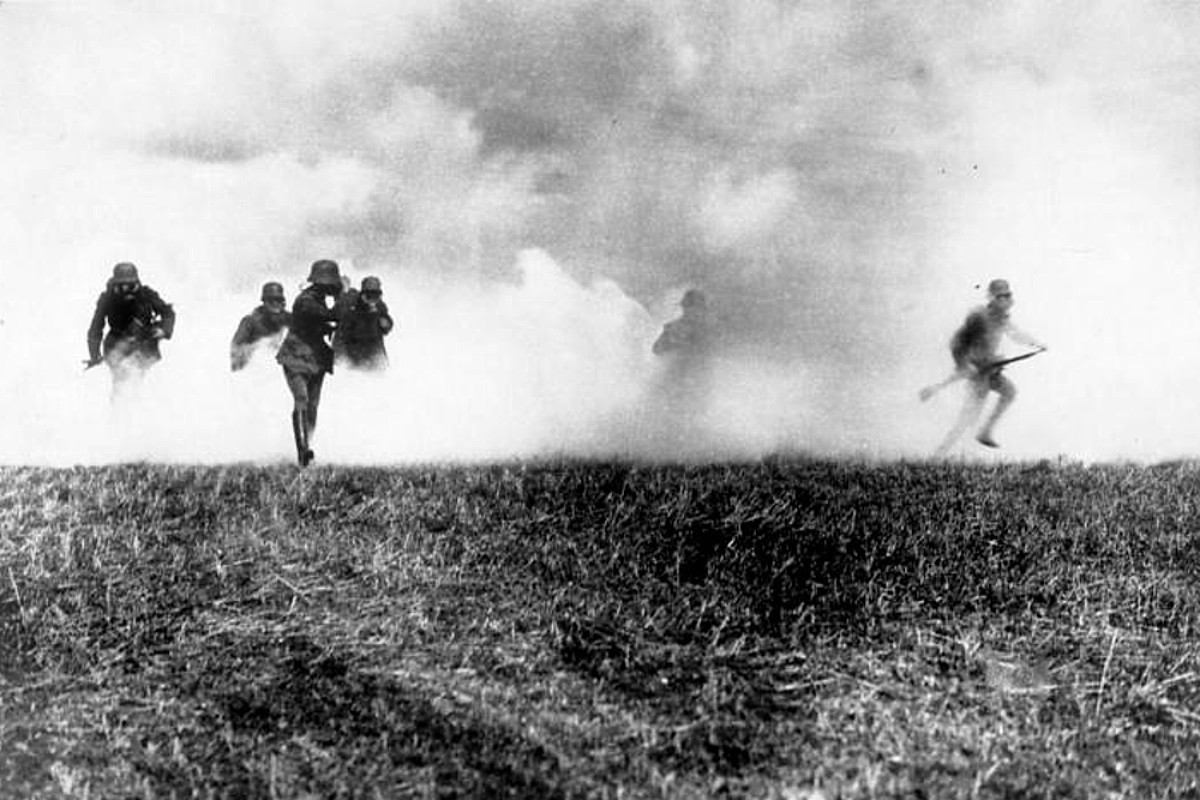
Deutsche Infanterie während eines Gasangriffs in Flandern 1916

Die Alliierten, speziell die Briten, waren trotz vorhandener Geheimdienstinformationen überrascht von dem deutschen Chloreinsatz an der Front. Ab jenen Tagen im Januar 1915 begannen die Briten mit den Vorbereitungen für ihren Gaskrieg, doch erst am 25. September des gleichen Jahres konnten sie mit ihrem ersten Blasangriff auf die Deutschen bei Loos mit 150 Tonnen Chlor antworten. Die Briten erkannten schnell, dass sie Gemische mit höherer Toxizität verwenden mussten, um die Schutzmaßnahmen des Gegners unbrauchbar zu machen. Am 9. und 19. Januar 1916 verwendeten die Briten bei ihrem Blasangriff bei Fromelles ein Gemisch aus 80 % Chlor und 20 % Schwefelchloriden. Ebenso wie der Feind verwendeten sie Mischungen aus Chlor-Chlorpikrin und Chlor-Phosgen bei späteren Angriffen.
In der Sommeschlacht 1916 (Juni bis November) führten die Briten ca. 110 Blasangriffe mit zumeist einem 50:50-Gemisch aus Chlor und Phosgen. Insgesamt wurden während der Sommeschlacht 1.160 Tonnen Gas abgeblasen. Ein Versuch der Briten, am 14. Juli 1916 neben 240 Chlorflaschen auch 1.670 Schwefelwasserstoffflaschen zu verwenden, schlug dadurch fehl, dass durch den deutschen Beschuss mehrere Flaschen zerstört wurden und sich eigene Leute vergifteten. Ebenso entzündete sich durch Leuchtspurmunition ein Teil des Schwefelwasserstoffs, weswegen dieser bei folgenden Angriffen nicht mehr eingesetzt wurde. Während eines großen Blasangriffes am 26. Oktober 1917 bei Dixmuiden wurden 1.000 22,5 kg Gasflaschen mit Chlor-Phosgen eingesetzt. Bei einem Blasangriff am 24. Mai 1918 bliesen die Briten ein Chlor-Phosgen-Gemisch ab. Des Weiteren führten die Briten 1918 zehn weitere Blasangriffe mit ca. 27.000 Gasflaschen durch. Insgesamt wurden bei den ca. 300 Blasangriffen der Briten 88.000 Flaschen Gas verwendet. Bei den Briten war das Abblasen eine der Hauptanwendungsformen für Giftgas.
Anders die Franzosen: Sie verfügten lediglich über den Reizstoff Perchlormethylmercaptan, welches in Handgranaten Verwendung fand. Allerdings war dies sehr ineffizient, so dass an neuen Methoden geforscht wurde. Das von den Briten nicht verwendete, doch ebenfalls in französischen Handgranaten eingesetzte Acrolein führte nicht zum gewünschten Ziel. Im April 1915 verwendeten die Franzosen an der Somme, im Raum Mametz-Montauban, Artilleriegranaten, die von den deutschen Truppen zunächst nicht identifiziert werden konnten und nur als „Stinkbomben“ bezeichnet wurden. Am 25. April 1915 gelang es, eine nicht abgebrannte Granate zu bergen. Leutnant Wolfgang Gruber vom Stab des 2. Infanterie-Regiments „Kronprinz“, im Zivilleben Chemiker, konnte bei einer Untersuchung feststellen, dass die Granate mit zwei Schichten befüllt war, einer gelben (Pikrinsäure) und einer weißen, einem Gemisch von Kaliumchlorat und einer wachsartigen organischen Substanz. Bei der Verbrennung entwickelte sich Chlorpikrin, das nach dem Einatmen zu Husten, Schnupfen und Magenschmerzen führte.
Da in Frankreich eine chemische Industrie fast nicht existierte, wurden mit britischer Hilfe im August 1915 sechs Chloranlagen errichtet, im Frühjahr 1916 entstanden weitere Betriebe. So konnten die ersten Blasangriffe mit Chlor erst am 15. Februar 1916 bei Reims begonnen werden. Allerdings setzten die Franzosen nicht wie die Briten auf die Technik des Abblasen, sondern verwendeten als Hauptwaffe die Granate. Während des Krieges wurden 13.193.000 Granaten (Kaliber 7,5 cm) und 3.930.000 Granaten höheren Kalibers verschossen, 1.140.000 Handgranaten wurden geworfen. Insgesamt wurden also vom 1. Juli 1915 bis zum 11. November 1918 ca. 17 Millionen Gasgeschosse verwendet. Die auch von der deutschen Armee verwendeten Gasgranaten boten einen Überraschungseffekt, da die Gasrauchschwaden inmitten der Rauchwolken gewöhnlicher Granatexplosionen zumindest optisch nicht mehr auszumachen waren.
Russland indes war anfangs nicht in der Lage, einen Gegenangriff mit Gas zu führen, sondern war auf britische Lieferungen angewiesen. Im Gegensatz zu Deutschland, das ständig neue Kampfstoffe prüfte und einsetzte, war Russlands Industrie nur zur Herstellung von Chlor, Chlorpikrin und Phosgen fähig. Die ersten großen Blasangriffe Russlands gelangen am 5./6. September und am 24./25. Oktober 1916 bei Kunilowo. Anders als bei den anderen Kriegsteilnehmern waren in Russland dermaßen chaotische und kontraproduktive Abteilungen geschaffen worden, dass kein einheitliches Gerät zum Schutz der eigenen Truppen eingeführt werden konnte.
Italien setzte die Kampfstoffe Chlor, Chlorpikrin, Phosgen, Chlorcyan, Bromaceton, Benzyliodid und gegen Kriegsende Yperit ein. Zunächst wurden nur die Kampfstoffe Phosgen, Chlorpikrin, Blausäure und Xylylbromid verwendet. Im Dezember 1917 nahm die erste Anlage zur Chlorgewinnung den Betrieb auf und ebenso die ersten Fabriken zur Phosgen- und Chlorpikrinherstellung. Im August 1917 startete die Senfgasproduktion.
Die Amerikaner, welche erst später in den Krieg eintraten, konnten monatlich 4 bis 6 Millionen Geschosse mit Giftgas befüllen. Nachdem der Gaskrieg 1917/18 voll entbrannt war, setzte die United States Army neben den anderen Giftgasen auch Blausäure-Granaten ein.

### Höhepunkt des Einsatzes chemischer Waffen
Von deutscher Seite wurden chemische Kampfstoffe ursprünglich eingesetzt, weil befürchtet wurde, die Versorgung mit Rohstoffen für die Sprengstoffherstellung werde nicht ausreichen. Begünstigt durch die von Haber entwickelte Ammoniak-Synthese trat eine solche Lücke allerdings nicht ein. Das Jahr 1918 stellte auf beiden Seiten den Höhepunkt des Gaskrieges dar. In diesem Jahr war durchschnittlich jede dritte Granate mit Kampfstoff gefüllt. Anders als in den Vorjahren war allerdings die Verfügbarkeit der Gaskampfstoffe auf Seiten der Deutschen erschöpft.

## Rechtliche Einschätzung
Die Haager Landkriegsordnung von 1907 war noch vor Beginn des Ersten Weltkriegs sowohl von den Mittelmächten als auch von den Staaten der Entente und den USA ratifiziert worden und daher für diese Staaten bereits zu Kriegsbeginn bindend. Dass die Haager Landkriegsordnung den Einsatz von chemischen Kampfstoffen ausnahmslos verbietet, bestritten jedoch einige Juristen. Nach deren Auslegung untersage der Artikel 23 im Abschnitt a) „Gift oder vergiftete Waffen“ lediglich das Vergiften von Gegenständen, wie Wasser, Lebensmittel und Boden, und das Verschießen vergifteter Pfeile, nicht aber das von Geschossen, die Gift freisetzen. Und Abschnitt e) „Unnötige Leiden“ erlaube den Einsatz chemischer Waffen dann, wenn dies für einen militärischen Vorteil „nötig“ sei. Reizstoffe fielen nicht in diese Kategorie, sie wurden aber ab 1917 als „Maskenbrecher“ im Rahmen des „Buntschießens“ mit potentiell tödlich wirkenden Kampfstoffen kombiniert.

## Einsatztechniken der Giftstoffe

### Die Mittelmächte

#### Deutschland
Die deutsche Taktik sah vor, in möglichst kurzer Zeit möglichst hohe Gaskonzentrationen zu erzielen. Es wurde verstärkt Diphosgen (Grünkreuz) eingesetzt, welches mit 50 % Phosgen gemischt wurde, um längere tödliche Konzentrationen zu erreichen, da Diphosgen zu Phosgen zerfällt. Ende April 1917 wurde Grünkreuz-1 eingesetzt, das zu verschiedenen Anteilen aus Diphosgen und Chlorpikrin bestand. Anfangs wurden die Gasgranaten nicht mit einer zusätzlichen Sprengladung versehen, dies wurde zu einem späteren Zeitpunkt geändert, um eine Kombinationswirkung von Gas und Splitterwirkung zu erreichen.

#### Österreich-Ungarn

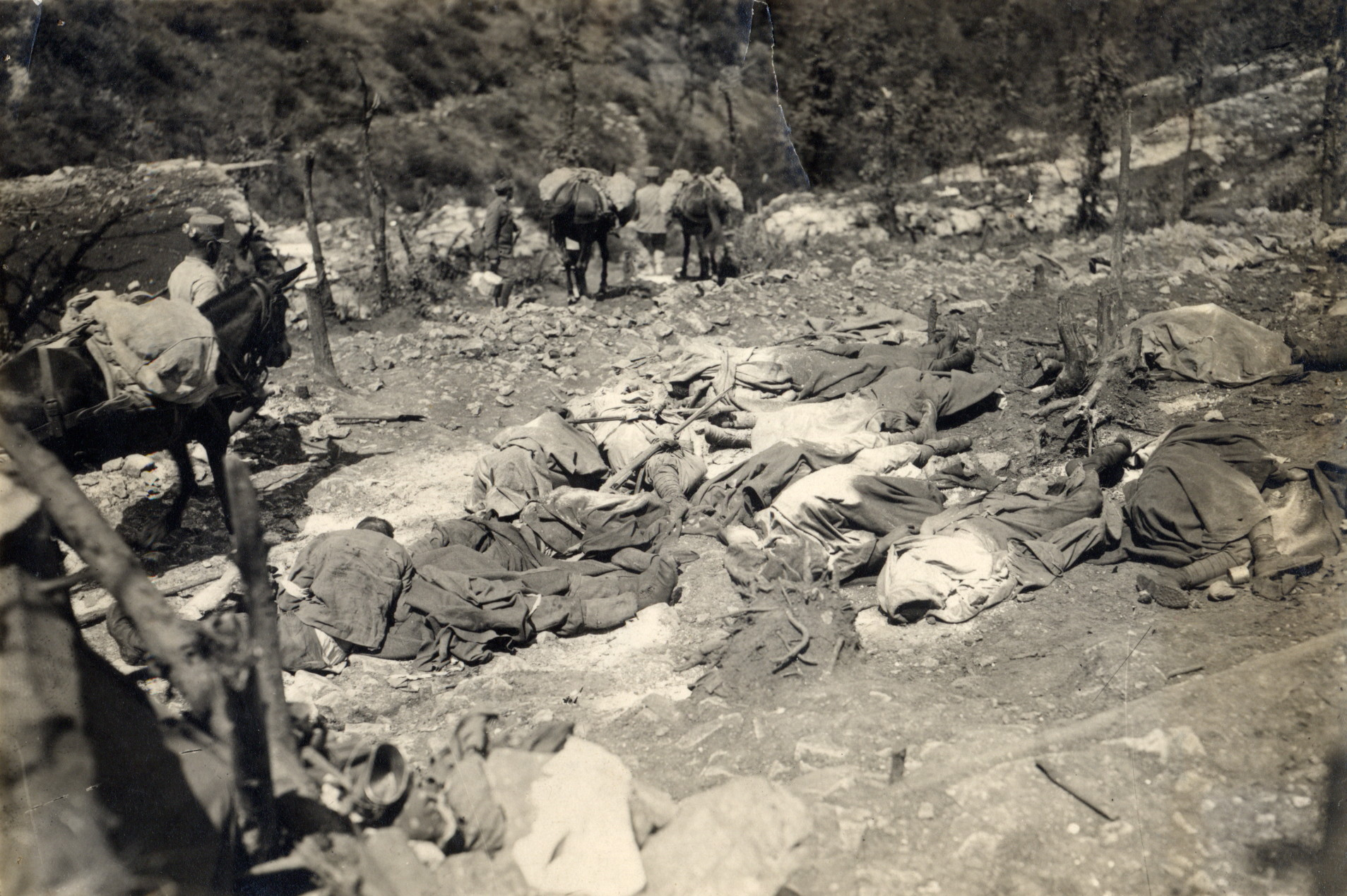
Italienische Gastote nach dem österreichisch-ungarischen Giftgasangriff am Monte San Michele am 29. Juni 1916

Österreich-Ungarn setzte Giftgas im Ersten Weltkrieg ab Sommer 1916 an der Südfront gegen Italien ein. Kaiser Franz Joseph, der sich bis dahin geweigert hatte, den Einsatz von Giftgas zu genehmigen, wurde durch die Fehlinformation umgestimmt, italienische Truppen hätten als erste Giftgas eingesetzt.
Der erste Gasangriff österreichisch-ungarischer Truppen erfolgte am 29. Juni 1916 auf dem Karst auf der Hochfläche von Doberdò im Bereich des Monte San Michele vor der 6. Isonzoschlacht. Die Chlor-Phosgen-Mischung wurde dabei im „Blasverfahren“ aus Druckflaschen unter Ausnutzung der Windverhältnisse auf die gegnerischen Stellungen abgelassen. Über den Einsatz von Giftgas war schon vor dem Ersten Weltkrieg nachgedacht worden. 1912 regte Oberstleutnant Adolf von Boog die Einführung von Gasmunition an. 1916, nach dem Giftgas als Waffe schon weite Verbreitung gefunden hatte, beanspruchte Boog in einem Schreiben an das k.u.k. Armeeoberkommando die Urheberschaft. Der von Erzherzog Joseph angeordnete Gasangriff am Monte San Michele erwies sich aufgrund einiger widriger Umstände, so war es in Teilen des Angriffgebietes zu einer unerwarteten Windstille gekommen und zudem wurden die Gasflaschen aufgrund von Kommunikationsproblemen nicht alle gleichzeitig geöffnet, nur als moralischer Teilerfolg, hatte aber strategisch keine Bedeutung. Die völlig überraschten und unzureichend ausgerüsteten italienischen Truppen des XI. Armeekorps verloren nach offiziellen italienischen Angaben durch den Gasangriff über 6000 Mann. Selbst die k.u.k 5. Armee hatte über 1500 Verluste, darunter knapp 40 Tote, zu verzeichnen.

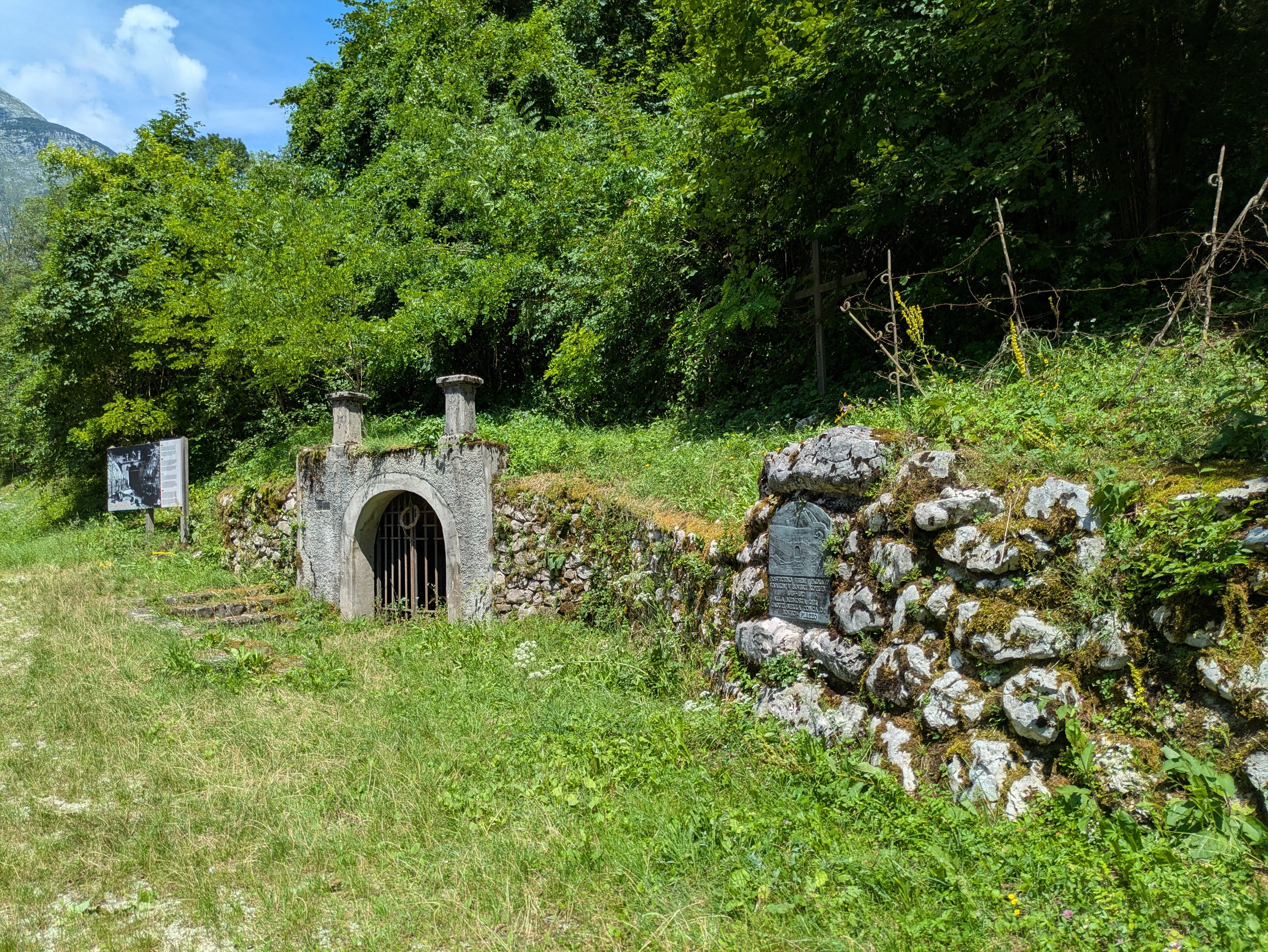
Gedenkstätte südlich von Bovec für den Giftgas-Angriff am 24. Oktober 1917 zum Auftakt der 12. Isonzoschlacht

Am folgenreichsten wurde Giftgas an der Südfront im Oktober 1917 zum Auftakt der 12. Isonzoschlacht eingesetzt. Anstatt der bisher von österreichisch-ungarischen Truppen verwendeten „B“- und „C“-Kampfstoffe, die die Italiener nicht mehr fürchteten, kam das von der Westfront stammende Verfahren des „Buntschießens“ mittels Gaswerfern zum Einsatz. Zur Unterstützung eines österreichisch-ungarischen Angriffes setzten deutsche Pioniereinheiten ab dem 24. Oktober 1917 in der Schlacht von Karfreit Gaswerfer mit 70.000 Grün- und Blaukreuzgranaten mit den an der Südfront neuen Substanzen Chlorarsen und Diphosgen ein. Die Gaswerfer wurden gezündet, um die Naklo-Schlucht südlich von Flitsch mit 5–6 Tonnen Grünkreuz zu füllen. Hierbei starb eine gesamte italienische Einheit. Major Graf von Pfeil und Klein Ellguth, der Kommandeur des deutschen Pionierbataillons 35, das den Gaswerferangriff bei Flitsch befehligte, beschrieb die Wirkung: „Bereits 10:15 vorm. wurden die Schluchten vollkommen gasfrei angetroffen und eine vollkommene Gaswirkung festgestellt. Nur vereinzelte noch lebende, schwer kranke Italiener wurden aus der vordersten feindlichen Stellung zurückgebracht, in der Schlucht selbst war die gesamte Besatzung, etwa 500 bis 600 Mann, tot. Nur wenige hatten die Masken aufgesetzt, die Lage der Toten ließ auf plötzlichen Gastod schließen. Es wurden auch verendete Pferde, Hunde und Ratten gefunden.“ Die deutschen und österreichisch-ungarischen Verbände hatten es dadurch erheblich leichter, den Durchbruch durch die italienische Front zu erreichen. Auch die psychische Wirkung war verheerend. Sehr viele Italiener ergaben sich den Angreifern, die Kampfmoral sank drastisch. Die italienische Front musste bis an den Piave zurückgenommen werden; zur Verstärkung wurden französische und britische Verbände an diese Front verlegt.
Im Juni 1918 versuchte Österreich-Ungarn in einer letzten Offensive, den Piave zu überschreiten. Der dabei durchgeführte Giftgas-Angriff war jedoch nicht erfolgreich, da zum einen die Italiener besser gegen Gasangriffe gerüstet waren und zum anderen ein Teil der chemischen Waffen zu lange gelagert worden war und damit seine Wirksamkeit verloren hatte.

### Die Alliierten
Die Alliierten hingegen setzten auf niedrigere Konzentrationen über lange Zeiträume hinweg, was die gegnerische Moral unterminieren sollte. Beispielsweise wurden Phosgengranaten mit Tränengasminen verschossen, um einen reinen Tränengasangriff vorzutäuschen, was dazu führte, dass die Schutzmasken nicht aufgesetzt wurden, da Tränengas als harmlos verstanden wurde.

#### Frankreich
Die Franzosen setzten auf eine Mischung verschiedener Gasgeschosse, um eine möglichst hohe Effektivität zu erzielen. Versuche, Granaten mit Blausäure (gemischt mit Arsentrichlorid, Zinntetrachlorid, Chloroform) und Granaten mit dem hochtoxischen Chlorcyan einzusetzen, scheiterten an zu schneller Verflüchtigung und der Nichterreichung der erforderlichen Gefechtsmengen. Es wurde auch Phosgen und Diphosgen neben Chlor in verschiedenen Mischungsverhältnissen eingesetzt. Weit verbreitet war es darüber hinaus, schwache Konzentrationen zu erzeugen, bei denen fast keine akuten Beschwerden eintreten und Soldaten deshalb keinen Grund sahen, Schutzmaßnahmen zu ergreifen.

#### Vereinigtes Königreich

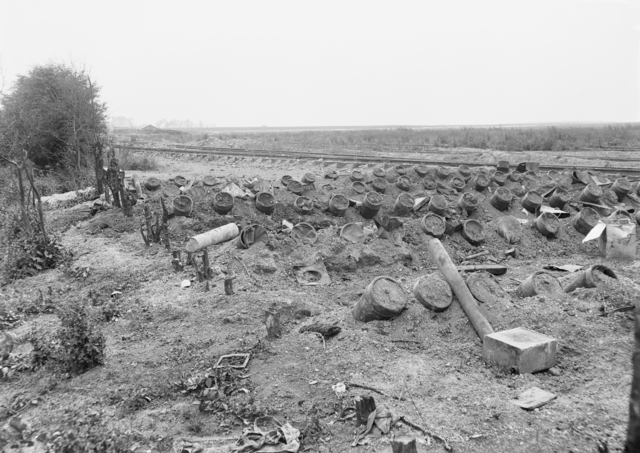
180 geladene britische Livens-Projektoren bei Dernancourt, Frankreich am 14. Juni 1918. Das verteilte Gerümpel dient als Tarnung.

Neben den Blasangriffen setzten die Briten auch auf Gasgeschosse. 1917 ersannen sie eine neue Einsatzform von Gasgeschossen, den Livens projector. Gasflaschen wurden aus Rohrbatterien mit 45° Neigung herausgeschossen. Diese Flaschen wurden dann per Sprengladung zerlegt, so dass das Gas (meist Phosgen, auch Chlorpikrin/Zinntetrachlorid) ausströmen konnte. Der erste große Einsatz dieser Art fand am 4. April 1917 statt, wobei 2.300 Projektile, also 32 Tonnen Chlor-Phosgen, abgefeuert wurden; durch diese Methode konnte eine sehr hohe Konzentration erzielt werden. Ebenso war es eine sehr kostengünstige Methode, den Feind zu begasen. Die größten Angriffe waren
- in der Schlacht von Cambrai am 19./20. Januar mit 4200 Livensprojektilen und 3100 Gasminen
- in der Schlacht am 21. März 1917 bei St. Quentin mit 3728 Livenswerfern und 2960 Gasminen
- in der Schlacht bei Lens mit 929 Gasminen.

### Allgemein
Im Durchschnitt wurden bei einem herkömmlichen Gaswerfereinsatz ca. 1000 Projektile, also 13–14 Tonnen Kampfstoff, für eine ein bis zwei Hektar große Fläche eingesetzt. Hierbei war die Zahl der Gastoten durch die höhere Gefechtskonzentration etwa doppelt so hoch wie bei phosgengefüllten Artilleriegranaten. Zudem fingen die Briten an, Chlorpikrin zu verwenden, da sie glaubten, hier eine Schwachstelle der deutschen Gasfilter gefunden zu haben. Dieses Gas sollte durch den Zusatz von 20 % Zinntetrachlorid eine noch höhere Wirkung erhalten. Vom 4. bis 9. April 1917 in der Schlacht von Arras wurde eine Mischung aus 75 % Chlorpikrin und 25 % Phosgen verwendet.
Wegen des großen Erfolges des Gaswerferverfahrens wurde es von den Deutschen übernommen und erstmals ab dem 24. Oktober 1917 zum Auftakt der 12. Isonzoschlacht gegen die Italiener in der Schlacht von Karfreit neben 70.000 Grün- und Blaukreuzgranaten angewendet. Allerdings erreichte die Wirkung der deutschen Gaswerferflaschen trotz ausgeklügelter und raffinierter Befüllung nicht die Effektivität der englischen Werfer, da der Rauminhalt der Flaschen zu klein gegenüber den englischen war. Auf beiden Seiten wurden große Mengen an Gasgranaten verschossen, wobei die der Deutschen vor allem mit Diphosgen und die der Alliierten mit Phosgen gefüllt waren.

## Neuentwicklungen
Mitte des Jahres 1917 wurden von den Deutschen weitere Kampfstoffe entwickelt und eingesetzt. Hierbei handelte es sich um Blaukreuz (Diphenylarsinchlorid) und Gelbkreuz oder Lost (Bis(2-chlorethyl)sulfid).
- Blaukreuz wurde entwickelt, um feindliche Gasmasken zu durchdringen und zum Absetzen der Maske zu zwingen. Dieser als Maskenbrecher oder Clark (Clark 1 und Clark 2) bezeichnete Stoff wurde mit anderen Stoffen zusammen verschossen, um den Gegner durch Absetzen der Maske den eigentlich tödlichen Stoffen wie Phosgen etc. auszusetzen. Dieses Verfahren wurde Buntschießen oder Buntkreuzschießen genannt. Erstmals wurde Blaukreuz am 10. bis 11. Juni 1917 bei Nieuwpoort verschossen.
- Gelbkreuz hingegen stellte eine völlig neue Entwicklung des Gaskampfes dar. Waren die anderen verwendeten Verbindungen Lungengifte, handelte es sich bei Gelbkreuz um ein Kontaktgift, das über die Haut wirkte. Bezeichnet wurde Gelbkreuz als „Lost“ (Deutschland, benannt nach den Chemikern Wilhelm Lommel und Wilhelm Steinkopf), Mustard Gas bzw. Senfgas (England) und Ypérite (Frankreich, benannt nach der Stadt in Belgien, wo es von den französischen Truppen im September 1917 zum ersten Mal eingesetzt wurde). Es wurde erstmals am 12./13. Juli 1917, nur kurz nach dem ersten Einsatz von Blaukreuz, gegen die Briten verwendet. Bei diesem ersten Angriff wurden rund 125 Tonnen Lost verschossen. Daraufhin mussten ca. 2.000 Verletzte und 50 bis 60 Tote gemeldet werden. Während der ersten drei Einsatzwochen von Lost hatten die Briten ca. 14.200 Verletzte und 500 Tote zu beklagen. Obwohl die Zahl der Toten bei einem Losteinsatz mit 1,8 bis 2,5 % sehr gering war, waren erhebliche physische Schäden zu erwarten und damit monatelange Ausfälle der Soldaten. Auch war es dem Losteinsatz geschuldet, dass ca. jeder sechste tote Brite an Gaskampfmitteln gestorben war. Ebenfalls anders als alle anderen Kampfstoffe haftete Lost sehr gut an dem Gelände und blieb dort wochen- und monatelang, was eine sehr einfache defensive Verteidigung möglich machte, da es sich nur schwer verflüchtigt.

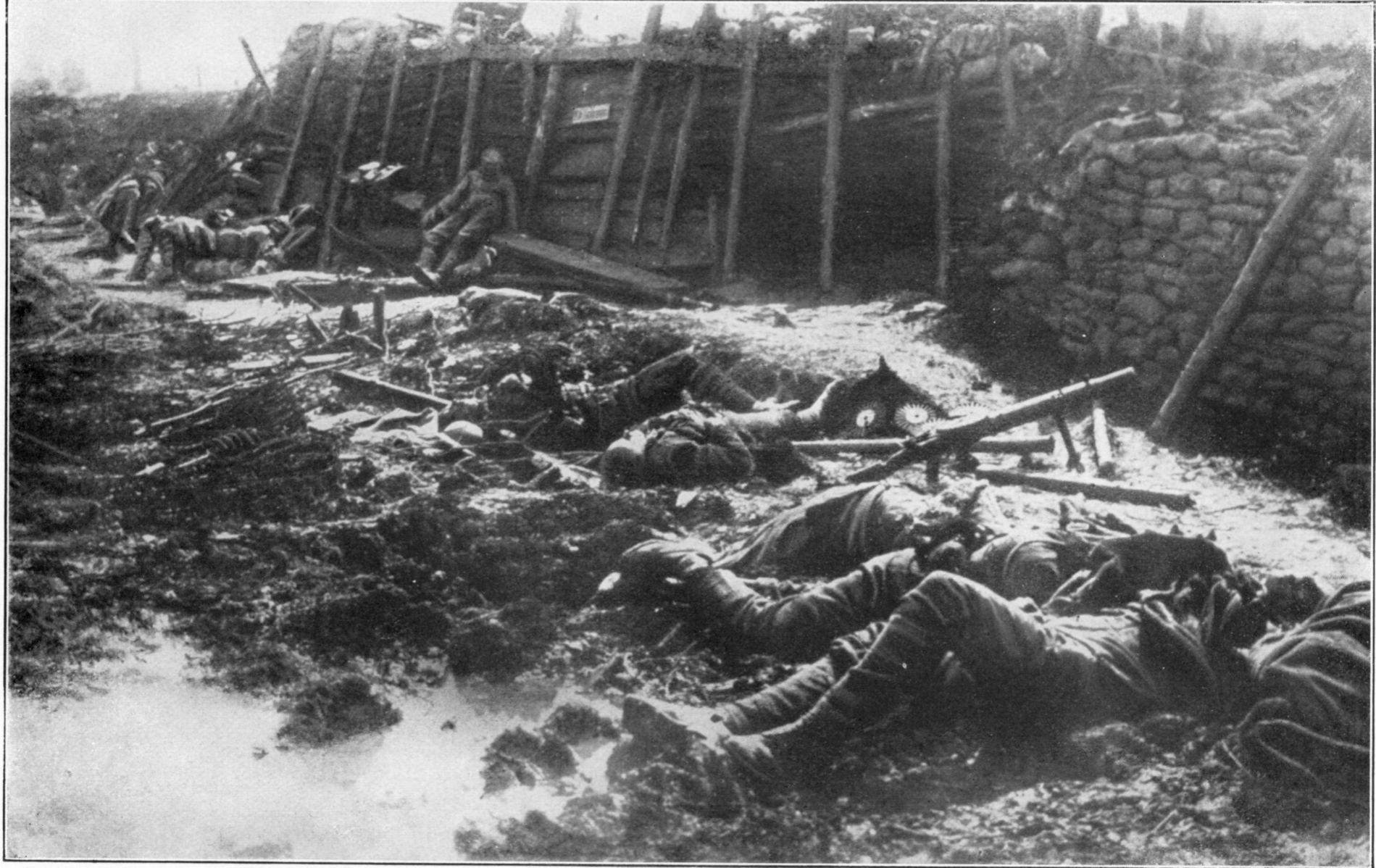
Wirkung eines Gasangriffes (Schlacht von Fromelles, 1916)

Der deutsche Militärwissenschaftler George Soldan beschrieb die Varianten des Giftgaseinsatzes ein Jahrzehnt später so:

„Die Gaskampfmethode beabsichtigte, den Gegner durch Anwendung von Reizstoffen aus seinen festen Stellungen zu treiben, ihn für längere Zeit oder dauernd kampfunfähig zu machen und den jeweils benutzten Gasschutz unwirksam zu gestalten. Gelbkreuzkampfstoff war geruchlos und verursachte Entzündungen. Im Felde wurde Blaukreuz- und Grünkreuzmunition (gleichzeitig als Buntkreuz bezeichnet) verwendet, um den Gegner durch Blaukreuz zum Abreißen der Maske zu zwingen, da es diese durchdringt, sodaß er sich der Giftwirkung von Grünkreuz aussetzte. In den meisten Fällen räumte der Gegner, sobald die Buntkreuzwirkung bekannt war, das Gebiet.“

Im November 1917 wurden im Wald von Bourlon bei Cambrai verseuchte, also nicht mehr betretbare Räume geschaffen. „Senfgas, das im Winter 1917 freigesetzt worden war, vergiftete im Frühjahr 1918, als der Boden auftaute, die Soldaten. Auf diese Weise konnten ganze Gebiete eines Schlachtfeldes abgeriegelt werden.“ Die Techniken der Kampfstoffentwicklung waren nicht etwa die Entwicklung neuer Gifte, sondern nur die massenhafte Herstellung schon längst bekannter chemischer Verbindungen. Nach Haber wurden von den Franzosen bis Kriegsende 1.937 Tonnen hergestellt. Ab Anfang Juni 1918 setzten die Franzosen diesen Kampfstoff ein. Bei dem Lostangriff der Franzosen am 14. Oktober 1918 auf das 16. Bayerische Reserveinfanterie-Regiment wurde der damals 29-jährige Adolf Hitler vergiftet und erblindete kurzzeitig.

## Gasschutz

### Deutsches Reich

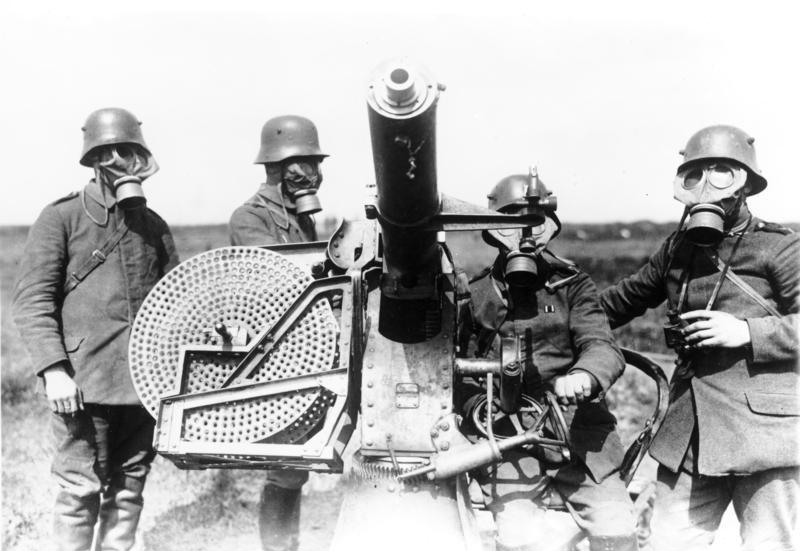
Mit Gasmasken ausgerüstete Bedienungsmannschaft eines deutschen schweren Fla-MGs

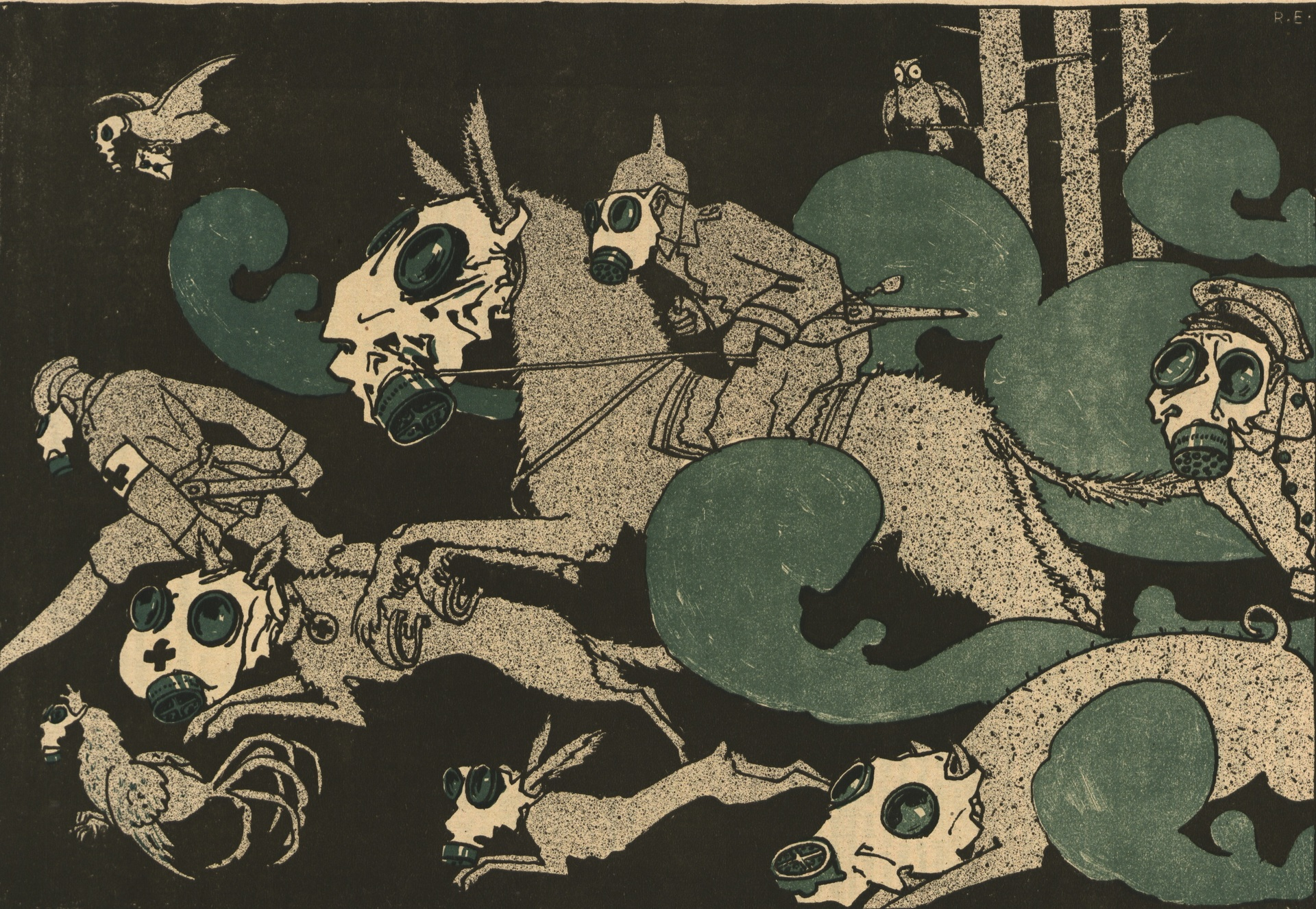
Künstlerische Vision eines Gaskriegs der Zukunft aus der Feldzeitung Vogesenwacht (1916)

Nachdem Wolfgang Gruber am 25. April 1915 in Guillemont das von den französischen „Stinkbomben“ entwickelte Gas als Chlorpikrin identifiziert hatte, schlug er in seinem Bericht an die 1. Königlich Bayerische Division Sulfitlauge, auch bekannt als Kaustische Sulfit-Couleur oder Zuckercouleur, als Gegenmittel vor. Diese war jedoch unter den Kriegsbedingungen in einer nahegelegenen Zuckerfabrik nicht zu erhalten. Am 9. Mai 1915 fand in Combles ein Ärzte-Konvent zum Thema Gasschutz statt. Dort wurde vorgeschlagen, dass jeder Offizier, Offiziersstellvertreter und Maschinengewehrschütze einen Sauerstoffapparat bekommen sollte. Da ein solcher jedoch 15 Kilogramm schwer war, war das unter Gefechtsbedingungen nicht praktikabel. Daraufhin richtete Leutnant Gruber am 11. Mai zusammen mit dem Stabsarzt des 2. Infanterie-Regiments ein Labor ein, um Gasbekämpfungsmethoden zu erproben. Bei ihren Versuchen fanden die beiden, dass es als sofort einsetzbarer Notbehelf am besten war, vor den Eingängen und Sichtluken der Unterstände wassergetränkte Decken anzubringen, an denen das Chlorgas zu Salzsäure reagieren konnte, bevor es in die Lungen der Soldaten geriet. Bis zum 26. Mai 1915 waren alle Unterstände der Division mit Wassereimern und Vorhängen ausgestattet, die bei Gasangriffen nass gemacht werden sollten. Später wurde dann doch noch Sulfitlauge ausgegeben.
Für die weitere Entwicklung des Gasschutzes, insbesondere von Gasmasken, war auf deutscher Seite Richard Willstätter zuständig. Die Ausrüstung der deutschen Einheiten mit der ersten Generation der Gasmaske konnte im Herbst 1915 beginnen. Es handelte sich um ein gesichtsbedeckendes Modell aus gummiertem Stoff, bei dem noch die ein- und ausgeatmete Luft durch einen auswechselbaren Filter ging. Um die Filter zu entlasten, wurde bei späteren Modellen die Luft nur beim Einatmen gefiltert, während die ausgeatmete Luft über ein Ventil die Maske verließ.
Zunächst hatte die Gasmaske einen Einschichtenfilter zum Schutz gegen Chlor bestehend aus einer Kieselgurschicht (Diatomit), welche mit 40 % Pottaschelösung getränkt und mit Aktivkohle überpudert wurde. Dieser Filter wurde schon Anfang 1916 durch einen Dreischichteneinsatz ersetzt, bei dem das Diatomit zusätzlich mit Piperazin und Urotropin getränkt war. Dieser Filter schützte vor Phosgen und dem beim Phosgenabbau entstehenden giftigen Formaldehyd. Ebenso war dieser Filter wirksam gegen andere Kampfstoffe wie Chlorpikrin. Später wurde dieses Modell mit einer zusätzlich verstärkten Aktivkohleschicht ausgeliefert.
Die Dichtheit der Masken wurde laufend verbessert. Ab 1917 wurden Masken aus gasdicht imprägniertem und geöltem Ziegenleder hergestellt. Dieses Leder wurde wegen seiner Geschmeidigkeit und besonderen Dichtigkeit gewählt, da Ziegen keine Schweißdrüsen haben.
Außerdem wurden mit Spezialgelatine gestrichene Klarsichtgläser eingesetzt, um das Beschlagen zu verhindern; auch Gläser aus unzerbrechlichem Cellon wurden hergestellt und verwendet. Teilweise wurde auch der Maskenstoff so großzügig geschnitten, dass die Träger bei dennoch beschlagenen Gläsern spezielle „Wischfalten“ mit den Fingern von außen nach innen gegen die Augengläser drücken konnten. Für Brillenträger wurden besondere Sehhilfen konzipiert, die man unter der Maske tragen konnte. Statt Bügeln, die den Sitz und damit die Dichtigkeit der Maske erschwert und beeinträchtigt hätten, besaßen diese Sehhilfen verstellbare Textilbänder.
Im März 1918 wurde ein Filter eingeführt, der mit einer wesentlich vergrößerten Schicht Aktivkohle noch wirksamer gegen Phosgen, Chlorpikrin und Blausäure war. Um auch maskenbrechende Wirkstoffe abzuwehren, wurde ein Schnappdeckelvorsatz mit einlegbarem Filterpapier verwendet. Dieser bot aber keinen wirksamen Schutz gegen das auch von der eigenen Truppe eingesetzte Blaukreuz (Clark-Gruppe), stattdessen erhöhte er den Atemwiderstand. Nur Deutschland verwendete Piperazin zum Formaldehydbinden beim Phosgenabbau, was eine erhöhte Wirksamkeit beim Gasschutz bot.
Für Pferde, die vor allem bei Munitionstransporten Giftgasangriffen ausgesetzt waren, wurden im deutschen Heer Masken aus Futtersäcken verwendet, die über die Nüstern gezogen wurden und absorbierende Substanzen wie beispielsweise feuchtes Heu enthielten.

### Frankreich
In Frankreich war die Entwicklung der Gasmaske weniger homogen als in Deutschland, sie fing mit einem behelfsmäßigen Schutz aus einer mit Natriumthiosulfat getränkten Mullbinde an und endete erst – nach mehreren Zwischenschritten über den Appareil M 2, bei dem durch Celluloseacetat das Beschlagen der Gläser verhindert werden sollte – beim endgültigen Masque A.R.S. Mit zwei Ventilen und einem Dreischichteneinsatz (Baumwolle/Aktivkohle/Aktivkohle-Natronkalk, getränkt mit Zinnoxid, welches in Glycerin gelöst war) ähnelte sie der deutschen Maske, jedoch ohne Pendelatmung. Diese Maske konnte im November 1917 an die Truppen ausgegeben werden.

### Vereinigtes Königreich

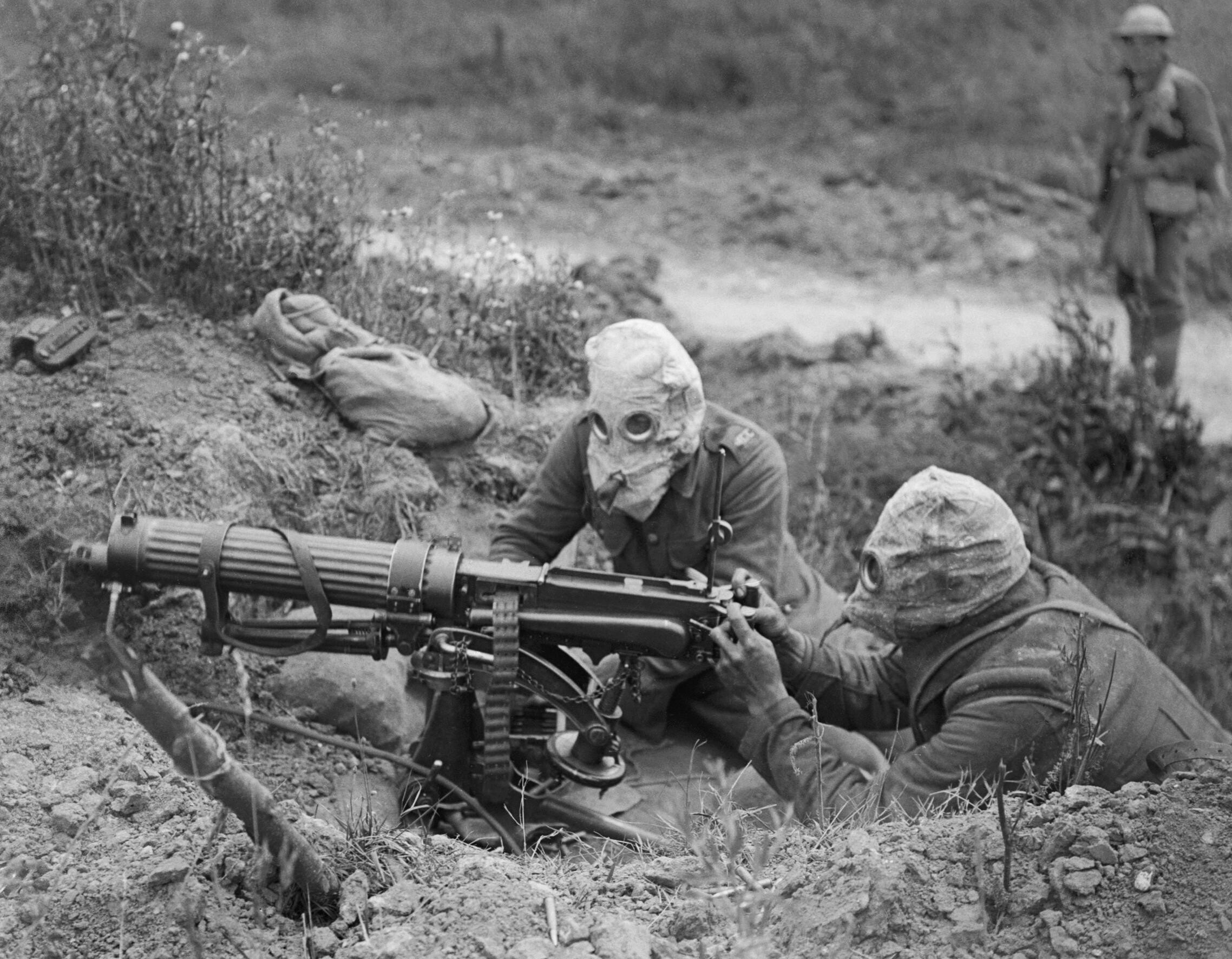
Britische Soldaten mit Gasmasken 1916 während der Schlacht an der Somme

Vor der Entwicklung jedwedem als solchem zu bezeichnenden Gasschutzes verwendeten britische Soldaten Mullbinden und Gazestreifen die sie mit ihrem eigenen Urin tränkten und vor Nase und Mund hielten. Insbesondere kamen diese Abwehrmaßnahmen in der 2. Flandernschlacht gegen Chlorgas zum Einsatz. Das enthaltene Ammoniak sollte die Wirkungen des Chlorgases abmildern, was aber nur äußerst unzureichend geschah. Erst nach diesen beklagenswert ineffizienten Experimenten ging man zu wirkungsvollerem Schutz über.
Zunächst wurde eine gesichtsbedeckende Maske, genannt Hypo-Helmet, eingesetzt, wobei das Einatmen durch einen mit Glycerin und Natriumthiosulfat, das auch Natriumhyposulfat genannt wurde, getränkten Filter geschah, das Ausatmen über ein röhrenförmiges Lippenventil. Ab dem Sommer 1915 wurde der Stoff neben Natriumthiosulfat auch mit Natriumphenolat, Soda, Seife und Glycerin getränkt. Diese Maske wurde 1916 durch den Zusatz von Urotropin verbessert.
Die erste richtige Gasmaske stellte der Large Box Respirator dar, dessen Weiterentwicklung der Small Box Respirator war. Diese Maske bestand aus einem Filter im Schichtsystem aus Aktivkohle/Permanganat-Natronkalk-Kügelchen/Aktivkohle. Ab April 1918 wurde diese Maske durch einen Zellulose-Watte-Filter ergänzt, der vor dem Maskenbrecher Blaukreuz schützte. Ab September wurde diese Watte innerhalb des Filters verbaut.

### Vereinigte Staaten von Amerika

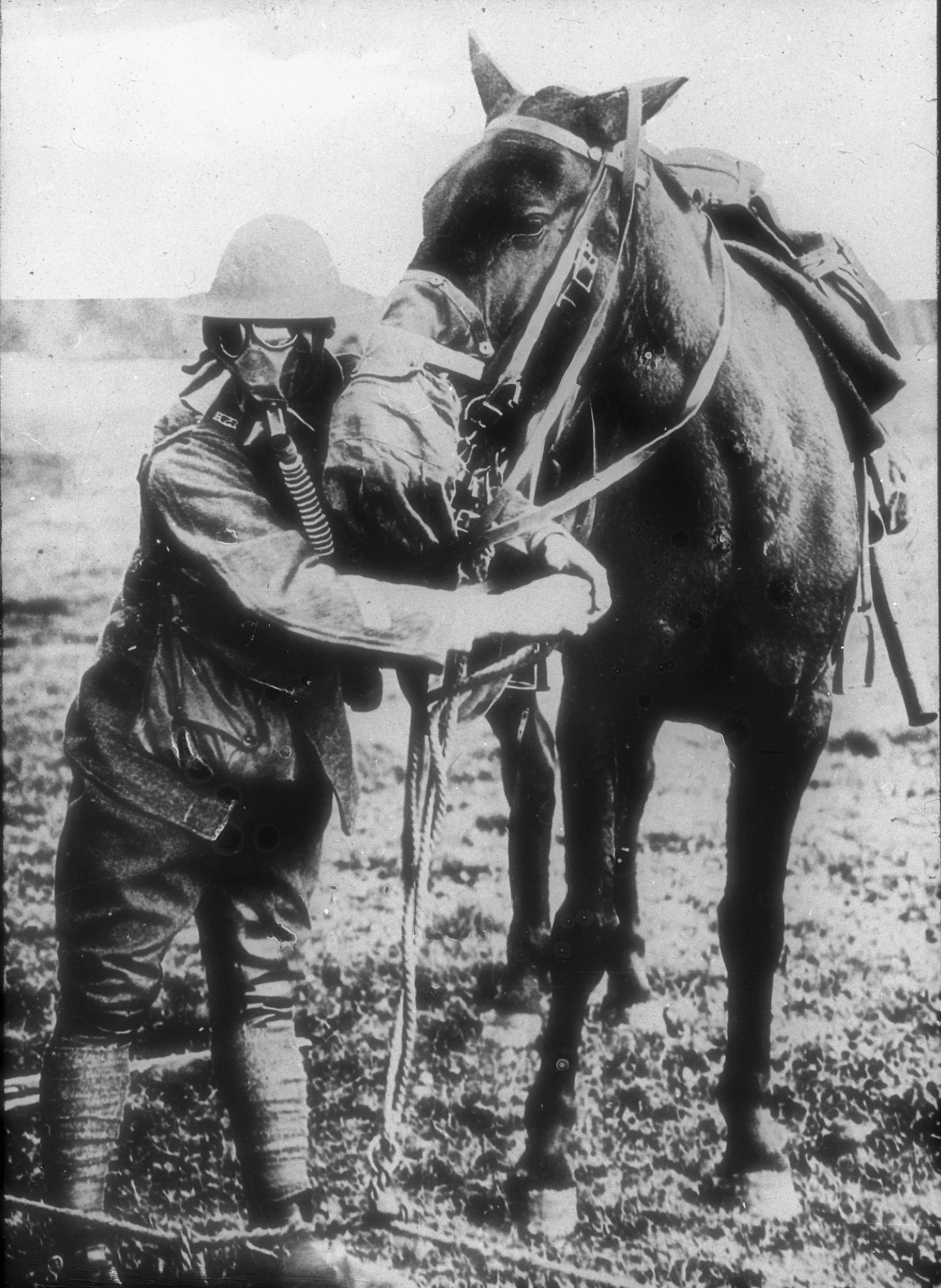
US-Soldat und Pferd mit Gasmaske

Die USA griffen wegen mangelnder technischer Fertigkeiten bei der Gasmaskenherstellung zuerst auf den englischen Small Box Respirator zurück, den sie im Februar 1918 in einer überarbeiteten Version geliefert bekamen. Kurz vor dem Waffenstillstand produzierten die USA auch stark verbesserte französische Masken und ebenso die Maske 1919, die einen wirksamen Schutz vor Maskenbrechern bot.

### Italien
Italien versuchte eigene Gasmasken herzustellen, welche aber an Unwirksamkeit und Gewicht scheiterten. Deswegen wurde auf englische und französische Masken zurückgegriffen.

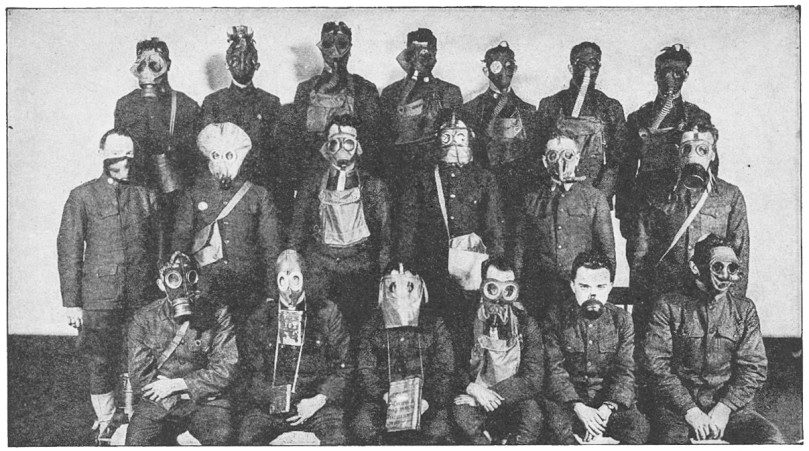
Verschiedene Gasmasken aus dem Ersten Weltkrieg

### Weitere Methoden

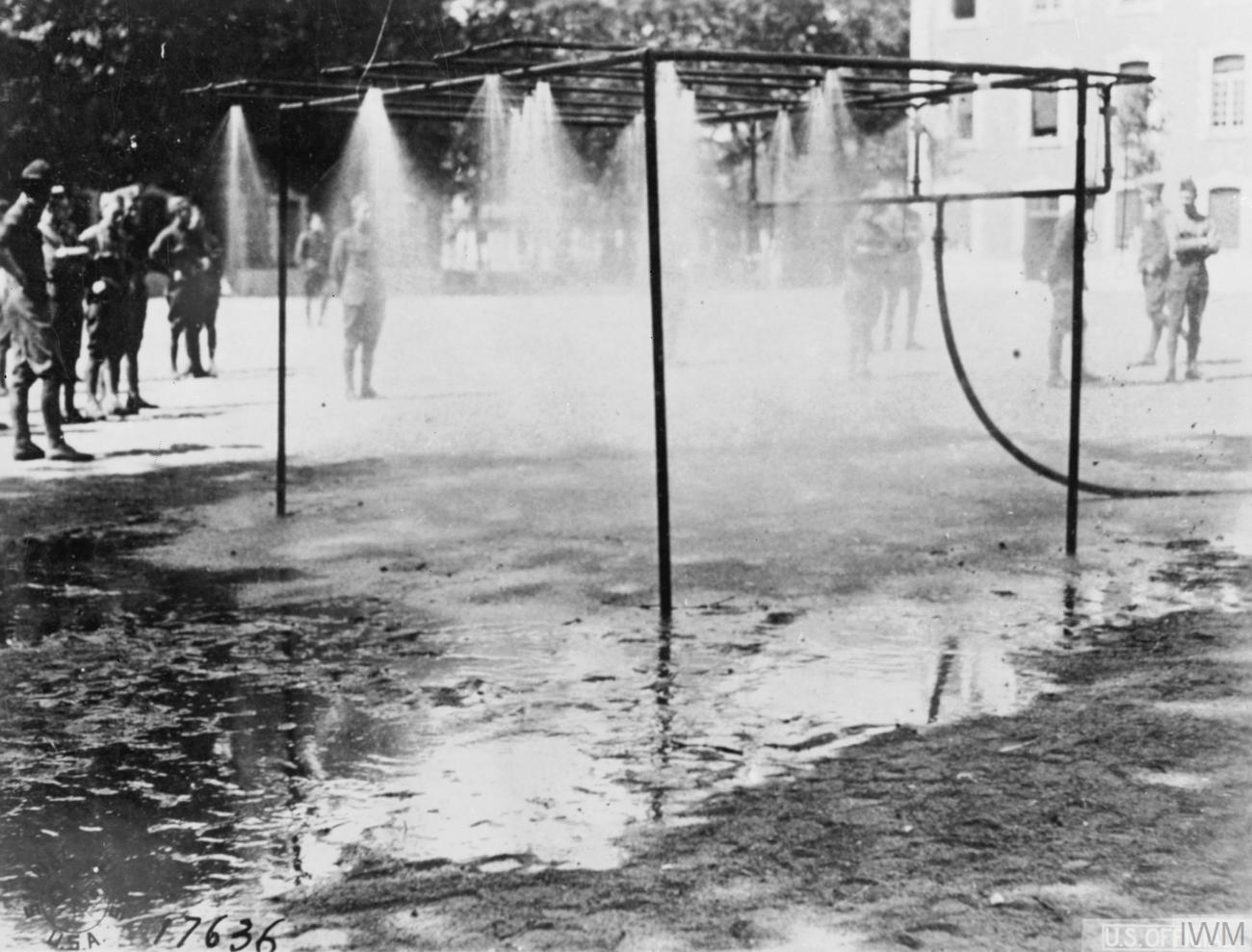
Mobile Entgiftungsstation der US-Armee, 1918

Zum Gasschutz der beteiligten Nationen gehörte nicht nur ein Schutz mittels Masken, sondern auch ein Gasfrühwarnsystem. In Anlehnung an Bergwerke wurden verschiedene Kriegstiere im Ersten Weltkrieg als eine Art Frühwarnsystem eingesetzt, da sie auf die entsprechenden Gase viel sensibler reagieren als Menschen.
Hauskatzen reagieren sehr empfindlich auf Phosgen, zum Schutz vor Blausäure und Kohlenstoffmonoxid wurden Kanarienvögel gehalten. Von den Amerikanern wurden Schnecken in Käfigen gehalten, da sie bei sehr geringen Mengen an Senfgas (Lost) ein milchiges Sekret abgeben.
Trotz funktionierender Technik war Disziplin innerhalb der Armee unerlässlich. Besonders auf deutscher Seite gab es Schulungen, die das richtige Aufsetzen der Masken und weiteres Verhalten beibrachten und beschrieben.

#### Auszug aus einem Merkblatt zum Gaskampf
1. Vertraue Deiner Maske. Sie schützt Dich, wenn sie gut verpaßt ist, sich in gutem Zustande (ohne Löcher, Risse usw.) befindet und Du sie sicher und rasch zu gebrauchen verstehst.
2. Vertraue dem Einsatz und wechsele ihn nicht während eines Gasangriffs. Er schützt Dich unbedingt im Gaskampf, mag dieser auch stundenlang dauern.[30]

## Hauptkampfstoffe, Produktionsmengen und Wirkungsweise

### Bezeichnungen für Kampfstoffe
Für die wichtigsten Kampfstoffe gab es besondere Bezeichnungen, die sich durch die Kennzeichnung der Granaten und Gasbehälter durch farbige Kreuze verbreiteten. Die farbigen Kreuze waren in erster Linie als Hinweis auf die Wirkung des betreffenden Kampfstoffes auf den Feind gedacht, und weniger als genaue chemische Inhaltsangabe.
Blaukreuz
Blaukreuz diente als Bezeichnung für Kampfstoffe der Clark-Gruppe. Bei diesen als „Maskenbrecher“ eingesetzten Substanzen handelte es sich um Reizstoffe, die auf Nase und Rachen wirkten. Sie durchdrangen die Atemschutzfilter und führten zu starkem Brechreiz, sodass die Betroffenen die Gasmasken abnehmen mussten, was sie für andere Giftgase schutzlos machte.
Gelbkreuz
Gelbkreuz diente als Sammelbezeichnung diverser hautschädigender Kampfstoffe (Kontaktgifte), wie Blausäure oder Senfgas/Lost.
Grünkreuz
Grünkreuz diente als Sammelbezeichnung diverser lungenschädigender Kampfstoffe wie Chlor, Phosgen, Diphosgen und Chlorpikrin.
Rotkreuz
Rotkreuz oder „Nesselstoff“ war eine Bezeichnung für Kampfstoffe aus halogenierten Oximen. Sie sind stark reizerregende Substanzen mit vielfältiger Giftwirkung, die besonders auf den oberen Atemtrakt wirken und zudem lungenschädigende und hautschädigende Eigenschaften haben.
Weißkreuz
Weißkreuz diente als Bezeichnung für augenschädigende Kampfstoffe wie Tränengas aus Brom- und Chloraceton, welche zu den ersten eingesetzten chemischen Kampfstoffen des Ersten Weltkrieges gehörten.
Buntschießen
Als Buntschießen oder „Buntkreuz“ wurde der gleichzeitige Einsatz verschiedener chemischer Kampfstoffe bezeichnet, um deren Wirkung zu erhöhen. Besonders in der Spätphase des Ersten Weltkrieges wurden Kampfstoffe häufig kombiniert per Giftgasgranaten eingesetzt. Stark reizend wirkende Kampfstoffe wie Blaukreuz durchdrangen zunächst die Filter der Gasmasken und zwangen die Träger, die Gasmaske abzunehmen. Gleichzeitig eingesetzte lungenschädigende Kampfstoffe wie Grünkreuz bewirkten den Tod oder die Kampfunfähigkeit der Betroffenen.

### Produktionsmengen der Kampfstoffe
Im Ersten Weltkrieg wurden insgesamt 132.000 Tonnen Kampfstoffe produziert, wovon 113.000 Tonnen zum Einsatz kamen. Insgesamt wurden 45 unterschiedliche Kampfstoffe benutzt und 1.200.000 Menschen verletzt, wovon 91.000 durch diese Kampfstoffe starben.

### Wirkungsweise der Kampfgase

Gassed – Darstellung von Opfern eines Gasangriffs von John Singer Sargent, 1918

Chlorgas
Chlor ist ein Lungenkampfstoff. Chlor bildet bei Kontakt mit Wasser Salzsäure und diese wirkt stark reizend auf die Schleimhäute, Atemwege, Augen und Verdauungswege. Chlor wirkt zersetzend auf die Körpereiweiße.
Tod durch Lungenödem.
Phosgen
Phosgen ist ein Lungenkampfstoff. Bei Kontakt mit Wasser zersetzt sich Phosgen zu CO2 sowie Salzsäure. Dadurch wird die Lunge zersetzt, und der Tod tritt durch Lungenödeme ein.
Chlorpikrin
Chlorpikrin ist ein Lungenkampfstoff. Wie bei den anderen Lungenkampfstoffen tritt der Tod durch Bildung eines Lungenödems ein.
Diphosgen
Siehe Phosgen, durch Wärme wird es zu zwei Phosgen-Molekülen zersetzt.
Senfgas/Lost
Senfgas (Lost) ist vorrangig ein Hautgift, hat aber ebenso eine Lungengiftwirkung. Loste sind in reiner Form farb- und geruchlose Flüssigkeiten. Die Bezeichnung als Gas für diese Substanzen trifft also nicht im strengen Sinne zu. Der Name „Senfgas“ stammt vom typischen Geruch des nicht hochgereinigten Produktes nach Senf oder Knoblauch. Lost durchdringt Textilien und vielerlei Stoffe. Dieser Kampfstoff ist augen-, lungen- und hautschädigend. Lost behindert die Zellteilung, hemmt die weißen Blutkörperchen und führt ebenso zu Erblindung.
Blausäure
Blausäure ist ebenso wie Senfgas/Lost ein Kontaktgift, welches auch eingeatmet werden kann. Das Säureanion der Blausäure, das Cyanid-Ion(CN−), hemmt die Atmungskette innerhalb des Körpers und führt zu einem inneren Erstickungstod.
Clark-Gruppe
Clark ist ein Reizstoff, der den Rachenraum reizt. Des Weiteren ist er ein Brechmittel. Er zwingt somit zum Absetzen der Gasmaske (um dann das eigentlich tödliche Gas einzuatmen).

## Fazit des Gaskrieges

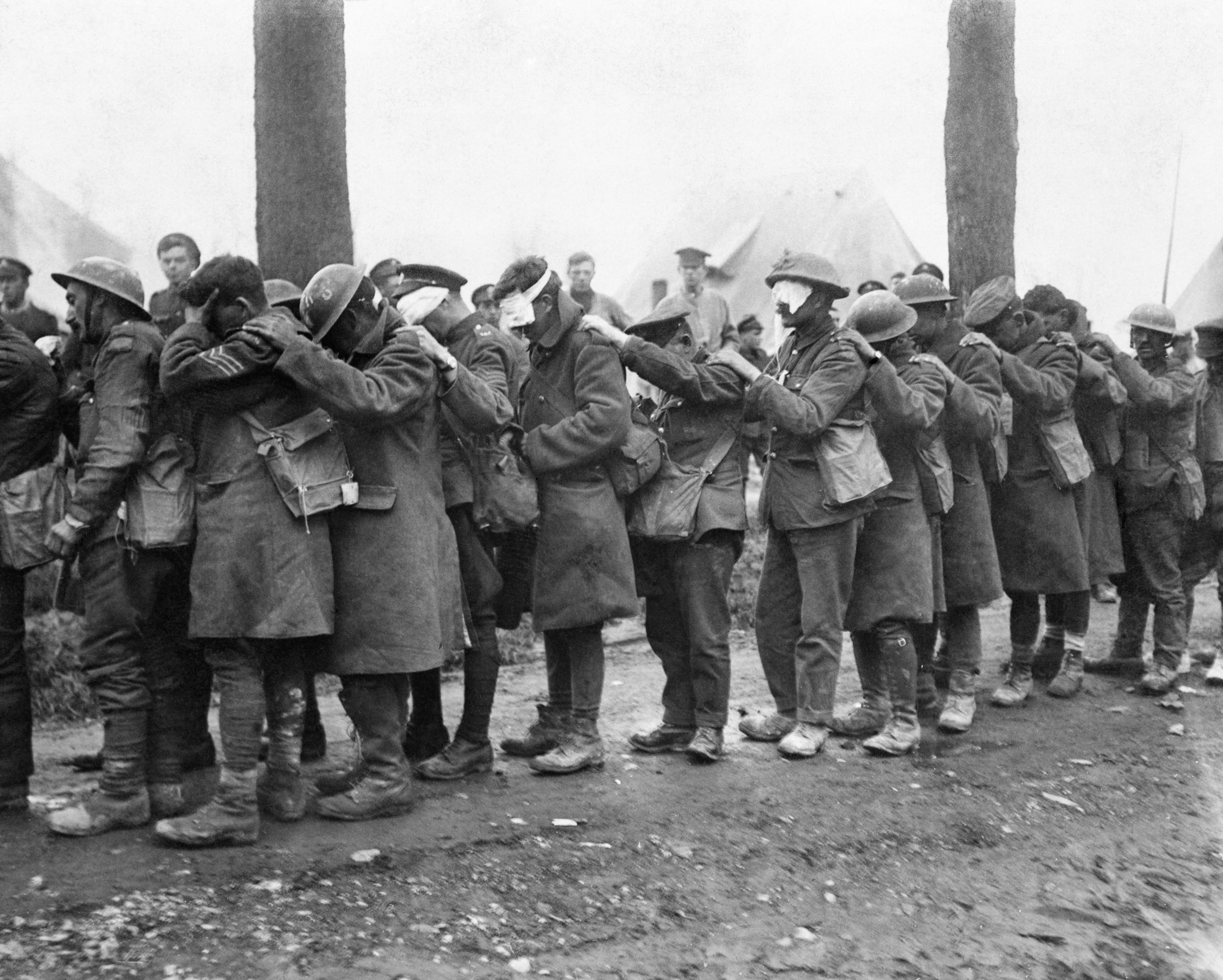
Von Tränengas geblendete Angehörige der britischen 55. Division während der Vierten Flandernschlacht am 10. April 1918

Es wurden während des Krieges hunderte Gasangriffe durchgeführt und etliche Millionen Gasgranaten verschossen. Die Zahlen der Vergifteten und der Toten mit Einbeziehung der Spätfolgen, die der Gaskrieg letztendlich insgesamt forderte, lassen sich nur sehr ungenau beziffern. Im Allgemeinen kann man davon ausgehen, dass von den 10 Millionen Toten des Krieges ca. 90.000 Tote (also 0,9 %) durch die Einwirkung von chemischen Kampfstoffen zu beklagen waren, wovon mehr als die Hälfte davon allein auf Russland entfiel. Von den ca. 25 Millionen sonstigen Kriegsgeschädigten wurde ca. eine Million von Gas vergiftet. Trotz der schrecklichen Wirkung war die Sterblichkeitsrate sehr gering. Manche Historiker nehmen an, dass während des Krieges an der gesamten Westfront bei allen Kriegsparteien lediglich 18.000 Tote durch Giftgas zu beklagen waren. In Verbindung mit nicht kalkulierbaren Risiken wie wechselnden Windrichtungen gilt Giftgas als strategisch nutzlose Waffe.
Der Giftgaseinsatz hatte also nicht den erwarteten Effekt und war am Anfang des Gaskrieges, als noch keine Schutzmaßnahmen existierten, am effektivsten. Insbesondere aufgrund der später immer besseren Schulung und Ausrüstung der Soldaten führte der Gaseinsatz nur noch zu geringen Verlusten unter den gegnerischen Soldaten. Die prozentual relativ geringe Zahl der Todesfälle durch Gaseinsätze zeigt das recht deutlich. Demgegenüber stand eine aufwendigere Produktion der Gase, z. B. wurde in Frankreich extra eine chemische Industrie aufgebaut, um Chlor produzieren zu können.
Eine ganz massive Wirkung des Gaseinsatz war zweifellos der erzielte psychische Druck auf die Soldaten. Diese mussten ständig aufmerksam sein, um im Falle eines Einschlages einer Gasgranate sofort die Gasmaske aufzusetzen. Auch war die allgegenwärtige Gefahr, im Schlaf durch Gas getötet zu werden, zweifellos eine erhebliche Belastung. Relativierend kann man hier bemerken, dass auf dem Schlachtfeld, auf dem permanent mit Angriffen und/oder Artilleriebeschuss zu rechnen war, der psychische Druck sowieso enorm hoch war. Dennoch war der Gasangriff zweifellos einer der Albträume jedes Soldaten, da man sich ihm, im Gegensatz zum Artillerieangriff nicht präventiv entziehen konnte, z. B. durch den Bau von Bunkern. Gegen Gas gab es kein Gegenmittel, nur Schutz, nämlich die Gasmaske. Ferner beeinträchtigte allein schon das Tragen der Masken, unter denen Atmung und Sicht erschwert waren und man – gerade auch im Sommer – stark schwitzte, die gegnerische Kampfkraft.
Als weiteres Argument gegen die Wirksamkeit/Effektivität des Gaskriegs lässt sich die Tatsache nennen, dass im Zweiten Weltkrieg kein Gas eingesetzt wurde. Dies lässt sich nur begrenzt mit einer Furcht vor Vergeltungsgasangriffen begründen. Der Historiker Sebastian Dörfler sieht den Hauptgrund darin, dass der Zweite Weltkrieg in weiten Teilen ein Bewegungskrieg war, wohingegen Giftgas speziell im Graben- und Stellungskrieg seine größte Wirkung entfalten konnte.

## Redewendungen
Die deutschsprachige Redewendung Bis zur Vergasung kam nach dem Gaskrieg auf und wurde seither verwendet.